# Valsteeg
Valsteeg is een buurtschap aan de gelijknamige weg in de gemeente Coevorden, tot en met 1997 van de gemeente Dalen. Valsteeg ligt ten noordwesten van Dalen en bestaat uit een vijftal panden.
De naam betekent weg (steeg) naar de laagte (val). Het plaatsje ligt in het beekdal van de Ruimsloot.